# 乐山镇 (长春市)
乐山镇，是中华人民共和国吉林省长春市朝阳区下辖的一个乡镇级行政单位。

## 行政区划
乐山镇下辖以下地区：
乐山村、二道村、长红村、晓光村、长胜村、松林村、糖坊村、辛屯村、杨木村、莲花村、兴中村、长兴村和华兴村。